# فصل ممنوعه
فصل ممنوعه فیلمی ایرانی به نویسندگی و کارگردانی فریبرز کامکاری است. این فیلم که در ابتدا «سیف‌الله» نام داشت در سال ۱۳۸۲ در افغانستان و مناطق مرزی ایران فیلمبرداری شد و برای نخستین بار در سال ۱۳۸۴ در جشنواره سن سباستین به روی پرده رفت. از بازیگران این فیلم می‌توان به فرامرز قریبیان، مهتاج نجومی و مریم بوبانی اشاره کرد.

## موضوع فیلم
این فیلم بر پایه‌ی دو منبع ساخته شده است، رمان داستان یک شهر احمد محمود، و جنایات سعید حنایی مشهور به قاتل عنکبوتی در مشهد. 

## داستان فیلم
حبیب(فرامرز قریبیان) یک کارآگاه پلیس است که دارای روانی آشفته و بی‌خوابی‌های مکرر است. او برای مأموریت پیگیری قتل زنان خیابانی به مشهد فرستاده می‌شود و پس از مدت‌ها به شهرش باز می‌گردد، شهری درگیر تراکم جمعیتی و مهاجرت پناهندگان افغان. قاتلی در حال قتل‌عام و خفه کردن زنان خیابانی اهل مشهد است. حبیب برای پیگیری این مسئله به مرز ایران و افغانستان در خراسان می‌رود و با زنی به نام لیلا(نگار عابدی) آشنا می‌شود که عروسک‌سازی است که از سر ناچاری تن‌فروشی می‌کند. همچنین، در این منطقه با مردی به نام سیف(نیما حسندخت) مواجه می‌شود که عضو یک حلقه‌ی افراطی مذهبی است که از یک مرشد(فرهاد مهندس‌پور) دستور می‌گیرد... لیلا تلاش می‌کند تا با کنار هم گذاشتن نشانه‌ها، حبیب را برای یافتن قاتل یاری دهد، اما...

## بازیگران
فرامرز قریبیان در نقش حبیب
نیما حسندخت در نقش سیف‌الله
نگار عابدی در نقش لیلا
فرهاد مهندس‌پور در نقش مرشد
آناهیتا اقبال‌نژاد
رضا صابری
مهتاج نجومی
مریم بوبانی
سیروس کهوری‌نژاد
رضا رباط

## موسیقی متن
موسیقی متن قیلم فصل ممنوعه(در کنار دیگر آثاری که پیمان یزدانیان برای فیلم‌های غیر ایرانی ساخته بود) در آلبومی به نام "از انعکاس شهرهای دور"  در مهرماه ۹۱، توسط نشر موسیقی هرمس منتشر شد. 